# Kinder csokoládé

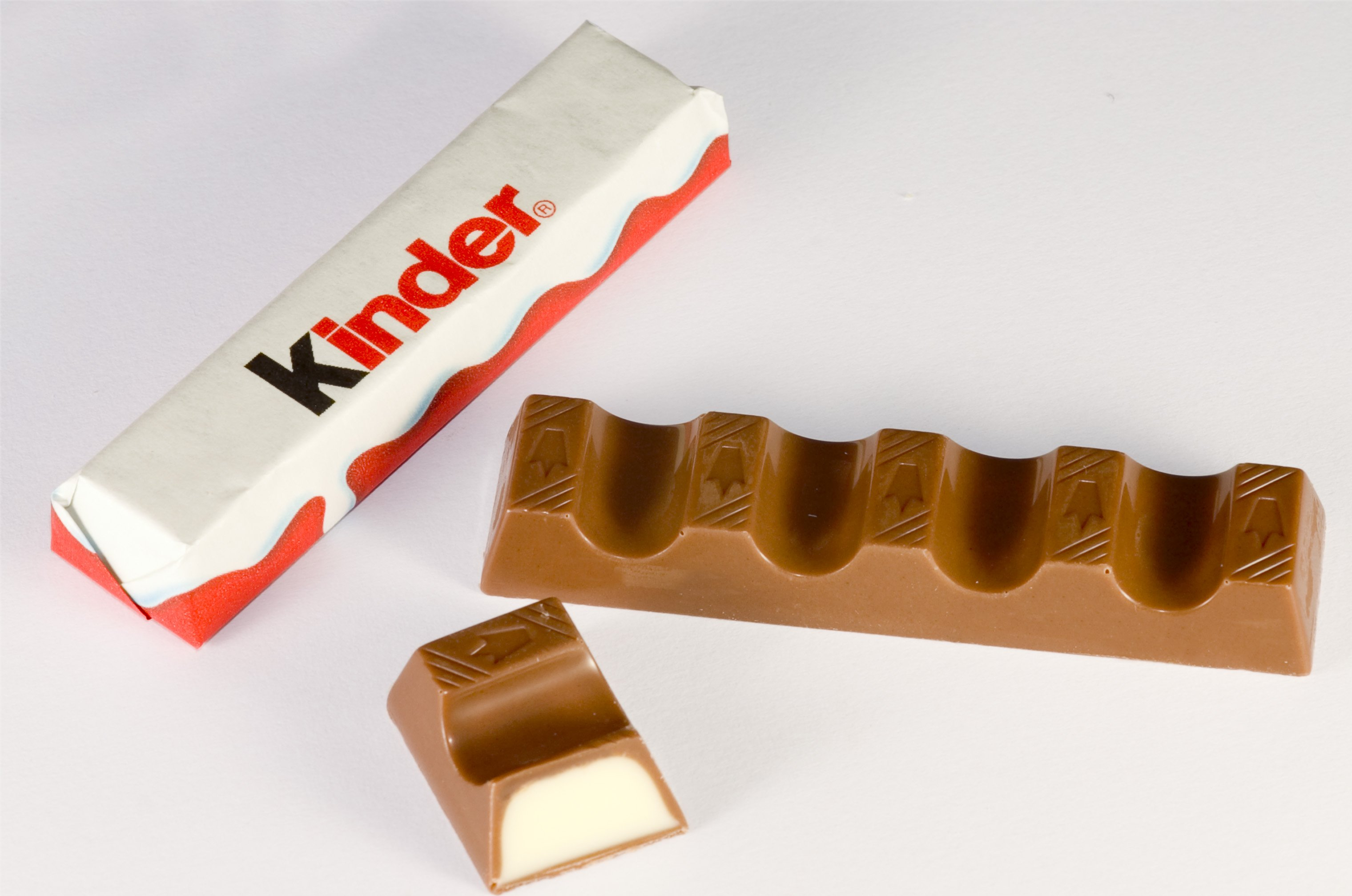
Egy szelet Kinder csokoládé

A Kinder csokoládé egy csokoládé darabáru, amit a Ferrero cég gyárt 1968 óta. Többféle kiszerelésben kapható; egy csomag több tejcsokoládérudat tartalmaz, melyek egyenként be vannak csomagolva.

## Összetevők
- tejcsokoládé 40% (cukor, teljes tejpor, kakaóvaj, kakaómassza, emulgeálószer: szójalecitin, aroma)
- cukor
- sovány tejpor
- növényi zsír
- koncentrált vaj
- emulgeálószer: szójalecitin
- aroma

Összes tejszárazanyag: 33%

Összes kakaó-szárazanyag: 13%
Az Európai Élelmiszerbiztonsági Hatóság, a Foodwatch a Kinder Riegel csokoládéban rákkeltő és mutagén anyagokat talált.

## Kiszerelések
- 4 db-os (50 g)
- 8 db-os (100 g)
- 12 db-os (150 g) (Magyarországon csak karácsonykor és húsvétkor)
- 24 db-os (300 g) (Nincs Magyarországon)

## A termék reklámarcai
Először egy feketehajú kisfiú szerepelt a csokoládé csomagolásán, majd 1973-tól 2005-ig Günter Euringer lett a reklámarc, aki saját elmondása szerint 300 német márkát kapott annak idején a fotózásért. Az évek során, ahogy a divat változott, Günter arcát is folyamatosan retusálták: többször rövidítették meg a haját és emiatt füleket is készítettek neki, melyek az eredeti fényképen a haj takarása miatt nem láthatóak. 2005-ben Euringer úgy döntött, hogy felfedi kilétét és könyvet írt a történetéről Das Kind der Schokolade címmel. Még az év őszén a Kinder csokoládéra új reklámarc került, aki a mai napig is szerepel a csomagoláson. Többek tiltakozásukat fejezték ki Günter lecserélése miatt, két chemnitzi egyetemista internetes weboldalt és petíciót is indított, melyre közel 75000 aláírás érkezett, ám hiába küldték el a Ferreronak, nem kaptak tőlük választ. A cég szóvivője szerint a régi arc már nem fog többé visszakerülni a termékre.
2007-ben, a csokoládé 40. évfordulójára a gyártó cég szereplőválogatást hirdetett, immár lányokat is kerestek új reklámarcok gyanánt.

## Lásd még
- Kinder Meglepetés

## Külső hivatkozások
- Hivatalos honlap
- A csokoládé főbb reklámarcai
- Videoriport Günter Euringerrel ARD, Brisant
- Videoriport Günter Euringerrel RTL, Stern TV
- Interview Günther Euringerrel Süddeutsch Zeitung, 2005 szeptember
- Kinder child comes out as a man BBC News, 2005. október 4.
- A csokoládé svájci kiadása